# Felix Haug
Felix Haug (27 marca 1952 - 1 maja 2004), szwajcarski wykonawca muzyki pop, klawiszowiec i perkusista, znany z występów w duecie Double.
W latach 1977–1979 współpracował z "Lipschitz Orchestra", brał udział w produkcji debiutanckiego albumu zespołu Yello (Solid Pleasure, 1979). 1980 współzałożyciel jazzowego trio "Ping Pong", a następnie - razem z innym członkiem "Ping Pong", Kurtem Maloo - duetu "Double".
Największym przebojem zespołu "Double" był utwór The Captain of Her Heart (1986); piosenka dotarła do 16. miejsca na amerykańskiej liście pisma "Billboard" i była jednym z największych hitów w historii szwajcarskiej muzyki pop.
Haug opuścił "Double" w 1988, współpracował potem m.in. z telewizją.